# Coupe de Luxembourg 2017-2018
La Coppa di Lussemburgo 2017-2018 è stata la 93ª edizione della coppa nazionale lussemburghese. La competizione è iniziata il 10 settembre 2017 e si è conclusa il 27 maggio 2018.
Il F91 Dudelange era la squadra campione in carica.

## Formula
Alla coppa prendono parte le squadre delle prime cinque serie. I club della massima divisione entrano nella competizione a partire dai sedicesimi di finale. Tutti i turni si disputano in gare di sola andata.

## Primo turno
| Squadra 1                       | Risultato       | Squadra 2             |
| ------------------------------- | --------------- | --------------------- |
| 9 settembre 2017                |                 |                       |
| Moutfort/Medingen               | 4 − 3           | Minière Lasauvage     |
| Koeppchen Wormeldange           | 8 − 0           | Jeunesse Biwer        |
| 10 settembre 2017               |                 |                       |
| Union Remich/Bous               | 4 − 0           | Boevange/Attert       |
| Kischpelt Wilwerwiltz           | 4 − 0           | Brouch                |
| Green Boys                      | 1 − 1 (4-6 dtr) | Orania Vianden        |
| Syra Mensdorf                   | 4 − 4 (6-7 dtr) | Wincrange             |
| Tricolore Gasperich             | 0 − 3           | Minerva Lintgen       |
| Jeunesse Junglinster            | 7 − 0           | Bourscheid            |
| Pratzerthal-Redange             | 4 − 2           | Avenir Beggen         |
| Red Star Merl                   | 1 − 4           | Sanem                 |
| Munsbach                        | 1 − 2           | Reisdorf              |
| Blo-Weiss Medernach             | 4 − 0           | Atert Bissen          |
| Bettembourg                     | 3 − 1           | Berdenia Berbourg     |
| Alliance Äischdall              | 2 − 1 (dts)     | Sporting Bertrange    |
| Colmar-Berg                     | 3 − 2 (dts)     | Koerich/Simmern       |
| Schifflange 95                  | 0 − 1           | Luxembourg-Porto      |
| Olympia Christnach Waldbillig   | 0 − 6           | Alisontia Steinsel    |
| Noertzange HF                   | 3 − 4           | Racing Troisvierges   |
| Bastendorf                      | 0 − 1           | Lorentzweiler         |
| Les Aiglons Dalheim             | 2 − 5           | Ehlerange             |
| Berdorf-Consdorf                | 2 − 1           | Résidence Walferdange |
| Clemency                        | 0 − 8           | The Belval Belvaux    |
| Biekerech                       | 2 − 3 (dts)     | Sporting Mertzig      |
| Schengen                        | 1 − 6           | Feulen                |
| Excelsior Grevels               | 3 − 5           | Vinesca Ehnen         |
| Daring Echternach               | 1 − 1 (4-2 dtr) | Ell                   |
| Claravallis Clervaux            | 3 − 5           | Kopstal 33            |
| Rupensia Lusitanos - Larochette | 1 − 4           | Steinfort             |
| Jeunesse Gilsdorf               | 1 − 4           | Marisca Miersch       |
| Folschette                      | 3 − 8           | Young Boys Diekirch   |
| Mondercange                     | 3 − 3 (5-7 dtr) | Yellow Boys           |
| Schouweiler                     | 1 − 5           | Cebra 01              |
| Jeunesse Schieren               | 1 − 0           | Red Black-Egalité     |
| Les Ardoisiers Perlé            | 2 − 3           | Jeunesse Useldange    |
| Blo Weiss Itzig                 | 4 − 1           | Red Boys Aspelt       |
| Oberkorn                        | 3 − 2           | Kehlen                |

## Secondo turno
| Squadra 1             | Risultato | Squadra 2                  |
| --------------------- | --------- | -------------------------- |
| 21 settembre 2017     |           |                            |
| Sporting Mertzig      | 0 − 5     | Hostert                    |
| The Belval Belvaux    | 0 − 2     | Blue Boys Muhlenbach       |
| 23 settembre 2017     |           |                            |
| Wincrange             | 1 − 5     | Fola Esch                  |
| Pratzerthal-Redange   | 3 − 5     | Jeunesse Useldange         |
| 24 settembre 2017     |           |                            |
| Luxembourg-Porto      | 0 − 1     | Victoria Rosport           |
| Kopstal 33            | 0 − 5     | Jeunesse Canach            |
| Kischpelt Wilwerwiltz | 0 − 13    | F91 Dudelange              |
| Vinesca Ehnen         | 0 − 7     | UT Pétange                 |
| Blo-Weiss Medernach   | 1 − 3     | Rodange 91                 |
| Colmar-Berg           | 1 − 2     | Norden 02                  |
| Alisontia Steinsel    | 0 − 1     | Wiltz 71                   |
| Blo Weiss Itzig       | 1 − 2     | Mamer 32                   |
| Orania Vianden        | 2 − 4     | Tetange                    |
| Union Remich/Bous     | 1 − 2     | Mondorf                    |
| Sanem                 | 0 − 8     | RU Luxembourg              |
| Steinfort             | 0 − 2     | R.M. Hamm Benfica          |
| Reisdorf              | 0 − 8     | Rumelange                  |
| Minerva Lintgen       | 0 − 3     | Differdange 03             |
| Yellow Boys           | 1 − 3     | Union Mertert Wasserbillig |
| Oberkorn              | 1 − 6     | UNA Strassen               |
| Marisca Miersch       | 1 − 3     | Progrès Niedercorn         |
| Young Boys Diekirch   | 1 − 6     | Swift Hesperange           |
| Racing Troisvierges   | 1 − 16    | Jeunesse Esch              |
| Daring Echternach     | 1 − 4     | Käerjeng 97                |
| Bettembourg           | 2 − 4     | Grevenmacher               |
| Moutfort/Medingen     | 0 − 10    | Etzella Ettelbruck         |
| Ehlerange             | 1 − 2     | Koeppchen Wormeldange      |
| Alliance Äischdall    | 0 − 5     | Jeunesse Junglinster       |
| Berdorf-Consdorf      | 1 − 0     | Jeunesse Schieren          |
| Cebra 01              | 0 − 4     | US Esch                    |
| Feulen                | 1 − 5     | Erpeldange 72              |
| Lorentzweiler         | 0 − 4     | Sandweiler                 |

## Sedicesimi di finale
| Squadra 1                  | Risultato       | Squadra 2          |
| -------------------------- | --------------- | ------------------ |
| 27 ottobre 2017            |                 |                    |
| Jeunesse Useldange         | 0 − 2           | Hostert            |
| Mamer 32                   | 1 − 2           | Rodange 91         |
| Jeunesse Junglinster       | 1 − 1 (4-5 dtr) | Grevenmacher       |
| 29 ottobre 2017            |                 |                    |
| Rumelange                  | 3 − 0           | Victoria Rosport   |
| Fola Esch                  | 2 − 3           | UT Pétange         |
| Jeunesse Esch              | 2 − 1           | UNA Strassen       |
| Norden 02                  | 0 − 9           | Differdange 03     |
| Berdorf-Consdorf           | 1 − 2           | US Esch            |
| Swift Hesperange           | 0 − 1           | Mondorf            |
| Wiltz 71                   | 3 − 1 (dts)     | Etzella Ettelbruck |
| Union 05 Kayl-Tétange      | 1 − 2           | Erpeldange 72      |
| F91 Dudelange              | 3 − 3 (7-8 dtr) | Progrès Niedercorn |
| Koeppchen Wormeldange      | 0 − 2           | R.M. Hamm Benfica  |
| Union Mertert Wasserbillig | 0 − 4           | RU Luxembourg      |
| Blue Boys Muhlenbach       | 3 − 2           | Jeunesse Canach    |
| Sandweiler                 | 0 − 1           | Käerjeng 97        |

## Ottavi di finale
| Squadra 1            | Risultato | Squadra 2          |
| -------------------- | --------- | ------------------ |
| 25 marzo 2018        |           |                    |
| R.M. Hamm Benfica    | 0 − 5     | Hostert            |
| Erpeldange 72        | 0 − 2     | Differdange 03     |
| Blue Boys Muhlenbach | 0 − 1     | US Esch            |
| Grevenmacher         | 1 − 0     | Mondorf            |
| 4 aprile 2018        |           |                    |
| Rumelange            | 0 − 2     | Wiltz 71           |
| UT Pétange           | 1 − 0     | Progrès Niedercorn |
| Jeunesse Esch        | 1 − 3     | RU Luxembourg      |
| Käerjeng 97          | 1 − 5     | Rodange 91         |

## Quarti di finale
| Squadra 1      | Risultato   | Squadra 2      |
| -------------- | ----------- | -------------- |
| 18 aprile 2018 |             |                |
| Grevenmacher   | 0 − 1       | Differdange 03 |
| Hostert        | 2 − 1 (dts) | US Esch        |
| Wiltz 71       | 3 − 2       | Rodange 91     |
| UT Pétange     | 1 − 2       | RU Luxembourg  |

## Semifinali
| Squadra 1     | Risultato | Squadra 2      |
| ------------- | --------- | -------------- |
| 9 maggio 2018 |           |                |
| RU Luxembourg | 1 − 0     | Differdange 03 |
| Wiltz 71      | 1 − 2     | Hostert        |

## Finale
| Lussemburgo 27 maggio 2018, ore 17:00 UTC+1  | Hostert              | 0 – 0 (d.t.s.) referto | RU Luxembourg | Stadio Josy Barthel |
| \| \| \| \| \| \| Tiri di rigore 3 – 4 \| \| |                      |                        |               |                     |
|                                              |                      |                        |               |                     |
|                                              | Tiri di rigore 3 – 4 |                        |               |                     |